# 民主黨全國委員會
民主黨全國委員會（英語：Democratic National Committee，縮寫DNC）是美國民主黨的全國委員會，最初於1848年民主黨全國代表大會成立。對應機構是共和黨全國委員會。
民主黨全國委員會由各州民主黨分部的主席、副主席和各州及附屬地區選出的200名黨員組成，負責為全國和地方選舉的候選人協調競選策略，亦會舉行籌款以支持活動。委員會主席由全體委員會成員選出。
每四年舉辦一次民主黨全國代表大會，由此確定該黨的總統提名以及制定政綱。其負責支援民主黨的候選人，但對民選官員並沒有管理權。
現任全國委員會主席是來自明尼蘇達州的肯·馬丁，於2025年2月1日上任。

## 主席列表
| 主席                         | 主席 | 任期          | 州份         |
| ---------------------------- | ---- | ------------- | ------------ |
| 本杰明·F·哈利特              |      | 1848年–1852年 | 马萨诸塞州   |
| 罗伯特·麦莲                  |      | 1852年–1856年 | 马里兰州     |
| 大卫·艾伦·斯莫利             |      | 1856年–1860年 | 佛蒙特州     |
| 奥古斯特·贝尔                |      | 1860年–1872年 | 纽约州       |
| 奥古斯塔斯·谢尔              |      | 1872年–1876年 | 纽约州       |
| 阿布拉姆·休伊特              |      | 1876年–1877年 | 纽约州       |
| 威廉·亨利·巴南               |      | 1877年–1889年 | 康涅狄格州   |
| 卡尔文·S·布赖斯              |      | 1889年–1892年 | 俄亥俄州     |
| 威廉·F·哈瑞蒂                |      | 1892年–1896年 | 宾夕法尼亚州 |
| 詹姆斯·金布罗·琼斯           |      | 1896年–1904年 | 阿肯色州     |
| 托马斯·塔格特                |      | 1904年–1908年 | 印第安纳州   |
| 诺曼·E·麦克                  |      | 1908年–1912年 | 纽约州       |
| 威廉·F·麦库姆斯              |      | 1912年–1916年 | 纽约州       |
| 万斯·C·麦考密克              |      | 1916年–1919年 | 宾夕法尼亚州 |
| 霍默·S·卡明斯                |      | 1919年–1920年 | 康涅狄格州   |
| 乔治·怀特                    |      | 1920年–1921年 | 俄亥俄州     |
| 科德尔·赫尔                  |      | 1921年–1924年 | 田纳西州     |
| 克莱姆·L·夏弗                |      | 1924年–1928年 | 西弗吉尼亚州 |
| 约翰·J·拉斯各布              |      | 1928年–1932年 | 纽约州       |
| 吉姆·法利                    |      | 1932年–1940年 | 纽约州       |
| 爱德华·J·弗琳                |      | 1940年–1943年 | 纽约州       |
| 弗兰克·科默福德·沃克         |      | 1943年–1944年 | 宾夕法尼亚州 |
| 罗伯特·E·汉尼根              |      | 1944年–1947年 | 密苏里州     |
| J·霍华德·麦格拉斯            |      | 1947年–1949年 | 罗得岛州     |
| 威廉·M·博伊尔                |      | 1949年–1951年 | 密苏里州     |
| 弗兰克·E·麥金尼              |      | 1951年–1952年 | 印第安纳州   |
| 斯蒂芬·A·米切尔              |      | 1952年–1955年 | 伊利诺伊州   |
| 保罗·巴特勒                  |      | 1955年–1960年 | 印第安纳州   |
| 亨利·M·傑克遜                |      | 1960年–1961年 | 华盛顿州     |
| 约翰·莫兰·贝利               |      | 1961年–1968年 | 康涅狄格州   |
| 拉里·奥布赖恩                |      | 1968年–1969年 | 马萨诸塞州   |
| 弗雷德·R·哈里斯              |      | 1969年–1970年 | 奧克拉荷馬州 |
| 拉里·奥布赖恩                |      | 1970年–1972年 | 马萨诸塞州   |
| 让·韋斯特伍德                |      | 1972年        | 犹他州       |
| 罗伯特·S·施特劳斯            |      | 1972年–1977年 | 德克萨斯州   |
| 肯尼斯·M·柯蒂斯              |      | 1977年–1978年 | 缅因州       |
| 约翰·高利·怀特               |      | 1978年–1981年 | 德克萨斯州   |
| 查尔斯·马纳特                |      | 1981年–1985年 | 加利福尼亚州 |
| 保罗·G·柯克                  |      | 1985年–1989年 | 马萨诸塞州   |
| 罗恩·布朗                    |      | 1989年–1993年 | 纽约州       |
| 大卫·威廉                    |      | 1993年–1994年 | 俄亥俄州     |
| 黛布拉·德李                  |      | 1994年–1995年 | 马萨诸塞州   |
| 克里斯多夫·杜德 （总主席）   |      | 1995年–1997年 | 康涅狄格州   |
| 唐纳德·福勒 （全国主席）     |      | 1995年–1997年 | 南卡罗来纳州 |
| 罗伊·罗默 （总主席）         |      | 1997年–1999年 | 科罗拉多州   |
| 斯蒂芬·葛罗斯曼 （全国主席） |      | 1997年–1999年 | 马萨诸塞州   |
| 埃德·伦德尔 （总主席）       |      | 1999年–2001年 | 宾夕法尼亚州 |
| 乔·安德鲁 （全国主席）       |      | 1999年–2001年 | 印第安纳州   |
| 泰瑞·麦考夫                  |      | 2001年–2005年 |              |
| 霍华德·迪安                  |      | 2005年–2009年 | 佛蒙特州     |
| 蒂姆·凯恩                    |      | 2009年–2011年 |              |
| 唐娜·巴西勒 （代理主席）     |      | 2011年        | 路易斯安那州 |
| 德比·沃塞尔曼·舒尔茨         |      | 2011年–2016年 | 佛罗里达州   |
| 唐娜·巴西勒 （代理主席）     |      | 2016年–2017年 | 路易斯安那州 |
| 汤姆·佩雷斯                  |      | 2017年–2021年 | 马里兰州     |
| 杰米·哈里森                  |      | 2021年–2025年 | 南卡罗来纳州 |
| 肯·馬丁                      |      | 2025年至今    | 明尼苏达州   |

## 外部連結
- 官方網站 （页面存档备份，存于）
- 美國民主黨黨章